# Darwin, Bóg i sens życia
„Darwin, Bóg i sens życia. Dlaczego teoria ewolucji zmienia wszystko, co (myśleliśmy, że) wiemy” – rozprawa filozoficzna nowozelandzkiego psychologa ewolucyjnego Steve’a Stewarta-Williamsa, zadeklarowanego ateisty, dotycząca idei ewolucjonizmu, między innymi braku możliwości jej pogodzenia z różnymi wersjami teizmu lub deizmu, problemów moralności człowieka oraz pojęć dobra i zła w perspektywie ewolucyjnej.
Stewart-Williams dowodzi, że wiary w Boga nie można pogodzić z teorią ewolucji. Według niego odważne i uczciwe przyznanie, że jesteśmy nic nieznaczącym atomem bezosobowego Wszechświata – że najprawdopodobniej nie ma Boga, życia wiecznego, nieśmiertelnej duszy, „obiektywnej moralności” – nie oznacza odrzucenia zasad kodeksu etycznego (nakazów moralnych). Człowiek niewierzący może widzieć sens i cel własnego życia we własnych staraniach o to, aby świat był lepszy, podejmowanych bez oczekiwania na nagrodę i nie z lęku przed karą po śmierci. Powinien też widzieć możliwość osiągania postępu również wówczas, gdy ostateczny cel zmian nie jest określony.
Książka bywa uznawana za pozycję porównywalną z bestsellerami napisanymi przez „Nowych Ateistów” – Dawkinsa, Hitchensa, Harrisa.
Wydanie oryginalne książki ukazało się w roku 2010 (ang. Darwin, God, and the Meaning of Life: How Evolutionary Theory Undermines Everything You Thought You Knew). W następnych latach książka została przetłumaczona na język włoski i turecki (2011 – wł. Il senso della vita senza Dio: Prendere Darwin sul serio; 2012 – tur. Darwin Tanrı ve Yaşamın Anlamı: Evrim Kuramı Bildiğimiz Her Şeyi Nasıl Alt Üst Etti?. Wersja polska ukazała się w roku 2014 (przekład – Piotr Szwajcer).

## Autor
Steve Stewart-Williams urodził się w roku 1971 w Wellington. W Nowej Zelandii dorastał i studiował na Massey University, gdzie uzyskał doktorat z psychologii i filozofii na podstawie pracy nt. Darwin Meets Socrates: Evolutionary Psychology and the Innate Ideas Debate (2004). Jego opiekunami naukowymi w czasie wykonywania pracy doktorskiej byli John Podd, Stephen Hill i James Battye. W Nowej Zelandii rozpoczynał też karierę muzyczną jako kompozytor, autor tekstów i wykonawca. W kolejnym okresie kariery naukowej pracował jako adiunkt w kanadyjskim McMaster University (studia podoktoranckie w laboratorium M. Daly'ego i Margo Wilson, zajmujących się problemami antropologii). Po dwóch latach przeniósł się do Walii, gdzie został zatrudniony na stanowisku starszego wykładowcy psychologii ewolucyjnej w Swansea University. Po otrzymaniu urlopu wyjechał do Malezji.
Jest żonaty z Jane Stewart-Williams. We wprowadzeniu do książki dziękuje również za cierpliwość ich dzieciom, noszącym imiona Darwin i India.

## Tematyka i źródła
W pierwszym rozdziale książki autor formułuje trzy zasadnicze pytania, na które poszukiwał odpowiedzi:
jak analiza teorii Darwina pozwala interpretować:
1. wiarę w Boga – czy można wierzyć w Boga akceptując teorię ewolucji, i na odwrót?
2. miejsce człowieka w naturze – czy nauka odebrała człowiekowi pozycję „ukoronowania stworzenia”, a jego życiu – „przyrodzoną świętość”?
3. pojęcia dobra i zła – czy bez Boga nie ma celu i sensu życia oraz moralności?

Poszukiwania Steve Stewart-Williams przeprowadził korzystając z obszernego piśmiennictwa. W wykazie cytowanych pozycji znajdują się prace ok. 250 autorów. Autor książki poleca też czytelnikom lekturę dodatkowych publikacji, dotyczących:
- teorii ewolucji (C. Darwin, O powstawaniu gatunków, R. Dawkins, Samolubny gen),
- związków teorii ewolucji z religią (J. Brockman red., Nauka a kreacjonizm[16], R. Dawkins, Bóg urojony, P. Kurtz red.[17], M. Ruse[18], M. Shermer[19]),

– z antropologią (D.C. Dennett, S. Pinker (Tabula rasa: spory o naturę ludzką), J. Radcliffe-Richards, G.C. Williams, R. Wright)
– z etyką (R. Joyce, S. Pinker, J. Rachels, M. Ruse, P. Singer).

## Treść książki
Wyniki poszukiwań odpowiedzi na wymienione wyżej pytania są treścią trzech wyodrębnionych części książki (poprzedzonych krótkim streszczeniem w rozdziale 1).
Spis treści
| Podziękowania                                             | 9   |
| Rozdział 1. Darwin i wielkie pytania                      | 13  |
| CZĘŚĆ 1 DARWIN A RELIGIA                                  |     |
| Rozdział 2. Walka tytanów                                 | 37  |
| Rozdział 3. Stwarzanie po Darwinie                        | 69  |
| Rozdział 4. Bóg Darwina                                   | 81  |
| Rozdział 5. Bóg luk                                       | 105 |
| Rozdział 6. Darwin a problem zła                          | 141 |
| Rozdział 7. Religia w przebraniu                          | 173 |
| CZĘŚĆ 2. ŻYCIE PO DARWINIE                                |     |
| Rozdział 8. Istoty ludzkie i ich miejsce we Wszechświecie | 187 |
| Rozdział 9. Miejsce istot ludzkich wśród innych zwierząt  | 213 |
| Rozdział 10. Sens życia – niech spoczywa w spokoju?       | 243 |
| CZĘŚĆ 3. MORALNOŚĆ ODARTA Z PRZESĄDÓW                     |     |
| Rozdział 11. Ewolucja dobra                               | 259 |
| Rozdział 12. Zmienianie moralności                        | 285 |
| Rozdział 13. Godność człowieka?                           | 329 |
| Rozdział 14. Ewolucja i śmierć dobra i zła                | 355 |
| LEKTURY ZALECANE                                          | 389 |
| BIBLIOGRAFIA                                              | 391 |

### Część 1. Darwin a religia
W części 1 Steve Stewart Williams starał się odpowiedzieć na pytanie: czy można wierzyć w Boga akceptując teorię ewolucji, i na odwrót? Zwrócił uwagę, że  udzielenie odpowiedzi bardzo utrudnia fakt, że w różnych religiach pojęcie Bóg jest wyjaśniane w bardzo zróżnicowany sposób, a nawet jest różnie rozumiane przez osoby przyjmujące tę samą religijną doktrynę. Spotykane są zarówno wizje tradycyjne – antropomorficzne, jak pojęcie wielkiego, niematerialnego umysłu lub dobra. Bóg części osób wierzących i części teologów jest stale obecny (czuwa na biegiem współczesnych ziemskich spraw), a według innych – działa poza czasem i przestrzenią. Istnieją światopoglądy, że jest oddzielony od natury, albo przeciwnie – że jest tożsamy z naturą lub z jej prawami (zob. też Trójca Święta, pierwsza przyczyna, Demiurg, politeizm, monoteizm, deizm, panteizm). Autor książki zestawił kilka klasycznych argumentów za i przeciw istnieniu Boga, przygotowując mniej zorientowanych czytelników do lektury kolejnych części książki. Przypomniał główne idee ewolucjonizmu (darwinizm, biologia ewolucyjna) i kreacjonizmu. Poddał ostrej krytyce nie tylko argumenty największych przeciwników ewolucjonizmu – ortodoksyjnych „kreacjonistów młodej Ziemi”, dosłownie odczytujących Księgę Rodzaju (nazywającym ewolucję „Wielkim Kłamstwem”). Skrytykował również „kreacjonistów starej Ziemi”, którzy akceptują podstawowe wyniki badań historii Ziemi (w tym jej wiek), jednak z wyłączeniem pochodzenia i interpretacji historii życia na podstawie teorii ewolucji (udowodnione istnienie organizmów kopalnych jest wyjaśniane kilkukrotnymi aktami stworzenia – stworzeniem różnych zwierząt w różnych epokach).
Przypominając opinię D. Dennetta, że teoria Darwina to „najlepszy naukowy pomysł, na jaki wpadł człowiek”, Steve Stewart Williams poświęca jej założeniom i mechanizmom największy fragment części 1 (m.in. podrozdziały Niebezpieczna idea Darwina i Dlaczego ewolucja jest faktem). Wspomina m.in., że określenie „pochodzenie od wspólnego przodka” bywa zastępowane przez niektórych kreacjonistów – dla wyjaśnienia wielu anatomicznych podobieństw między organizmami różnych gatunków – określeniem „pochodzenie od jednego Stwórcy”, co jednak nie oznacza akceptacji teorii ewolucji.
W rozdziale Religia w przebraniu krótko opisuje zasady popularnej koncepcji „inteligentnego projektu” (ang., Intelligent Design, ID, nazywany przez przeciwników „kreacjonizmem w tandetnym smokingu”), przyjmującej, że złożone problemy teorii ewolucji (powodujące jej „kryzys”) rozwiązuje uznanie istnienia Boga, jako „projektanta” (zwolennicy ID niekiedy przyznają, że mogłaby to również być pozaziemska cywilizacja, podróżnik w czasie, albo nawet ziemski biochemik).
Steve Stewart Williams – zadeklarowany ateista – dowodzi, że idea Darwina jest „niebezpieczna” ponieważ wymaga zaakceptowania albo odrzucenia w całości, podczas gdy:
- odrzucenie nie jest możliwe, ponieważ istnieje zbyt wiele ogólnie akceptowanych dowodów na poprawność teorii ewolucji
- konsekwencją zaakceptowania w całości musiałoby być odrzucenie idei istnienia Boga

Różne propozycje sposobów pogodzenia poglądów kreacjonistów i ewolucjonistów (formułowane m.in. przez wybitnych intelektualistów i naukowców) są – zdaniem autora – skazane na porażkę. Stanowisko przedstawicieli Kościoła katolickiego (m.in. Jan Paweł II, Benedykt XVI), często prezentowane jako akceptacja zasady ewolucjonizmu, autor uważa za sprzeczne z tą zasadą, ponieważ wyróżnia pozycję człowieka (jedynego gatunku obdarzonego duszą) wśród innych zwierząt. Steve Stewart Williams sprzeciwia się wyjaśnianiu każdej obserwacji, która nie została dotychczas wyjaśniona na gruncie naukowym, działaniem Boga  (używa określenia „Bóg luk”). Krytykuje również propozycję tych przedstawicieli ruchu ID, którzy uważają Stwórcę za „projektanta” mechanizmu ewolucji (zob. też deizm), działającego bez ingerencji sił nadprzyrodzonych (mechanizm oparty na zasadzie prób i błędów – rozwój drogą wyboru organizmów najlepiej dostosowanych do środowiska z przypadkowej puli). Twierdzi, że próba rozwiązania konfliktu między religią i wiarą w taki sposób musi prowadzić do odrzucenia podstaw wiary w Boga – wszechmogącego, wszechobecnego, nieomylnego i miłosiernego, który mimo to stworzył bezduszny i straszliwie brutalny dobór naturalny (m.in. rozdziały: Walka tytanów, Stwarzanie po Darwinie, Bóg Darwina, Bóg luk, Darwin i problem zła).

### Część 2. Życie po Darwinie
Druga część książki jest poświęcona  problemom, które tradycyjnie mieszczą się w dziedzinie antropologii filozoficznej (natura człowieka, sens życia).
W rozdziale Istoty ludzkie i ich miejsce we Wszechświecie Steve Stewart-Williams pisze, że teoria Darwina wywarła większy wpływ na ludzką świadomość niż przełomowe odkrycia Kopernika (zob. przewrót kopernikański) i Newtona (zob. Philosophiae naturalis principia mathematica), ponieważ zwróciła uwagę na konieczność zweryfikowania kilku najważniejszych składników przeddarwinowskiego światopoglądu: zajmuje się:
1. zamiast przekonania, że umysł i materia są całkowicie odrębne, należało uznać, że umysł jest przejawem aktywności mózgu, ukształtowanego w toku ewolucji (co utrudnia wyobrażenia życia po śmierci)
2. należało odrzucić przekonanie, że istnieje oczywista granica między pojęciami „ludzie” i „zwierzęta”
3. zamiast przekonania o gatunkach, stanowiących wykreowane, niemal niezmienne elementy przyrody, należało zaakceptować wizję nieustannych zmian, gwarantujących przetrwanie w zmiennych warunkach,
4. zamiast pozornie oczywistego podziału materii na nieożywioną i ożywioną przez siłę życiową należało zaakceptować mało jednoznaczną definicję życia jako zespołu chemicznych i fizycznych procesów decydujących o specyficznych właściwościach materii, którą nazywamy organizmem, zdolnym m.in. do wzrostu, replikacji, dziedziczenia cech

W pierwszym fragmencie rozdziału Miejsce istot ludzkich wśród innych zwierząt autor zwraca uwagę, że przekonanie o wyższości człowieka nad innymi gatunkami jest powszechne od wieków – występuje np. niemal wszystkich systemach wierzeń (zwłaszcza Zachodu). Dla ilustracji tej postawy przytacza słowa Hamleta:

Jak doskonałym jest człowiek! Jak wielkim przez rozum! Jak niewyczerpanym w swych zdolnościach! Jak szlachetnym postawą i w poruszeniach! Czynami podobnym do anioła, pojętnością zbliżonym do bóstwa! Ozdobą on i zaszczytem świata. Arcytypem wszech jestestw!

W dalszej części rozdziału stara się odpowiedzieć na pytanie, jakie jest rzeczywiste miejsce człowieka wśród wszystkich gatunków zwierząt, powstałych w toku ewolucji, która nie zawsze prowadzi „ku górze”; zaakceptowanie idei Darwina sprawia, że trzeba odrzucić ideę hierarchii, leżącą u podstaw łańcucha bytów: materia nieożywiona (atrybut: istnienie) → rośliny (istnienie + życie) → zwierzęta (istnienie + życie + ruch + potrzeby i pragnienia) → ludzie (wszystkie wymienione atrybuty bytów niższych + umysł, dusza, zob. dualizm ontologiczny, antropologia Augustyna z Hippony) → anioły (czysty duch). Według monoteistycznych religii Zachodu ostatnim ogniwem tego łańcucha (szczyt „drabiny istnień”) jest Bóg (człowiek znajduje się w centrum boskiej uwagi). Michael Ruse napisał w związku z koniecznością odrzucenia idei jakiejkolwiek hierarchii:

Problem już nie tylko w tym, że nasza planeta to drobina pyłu, wirująca w próżni, do tego jeszcze my sami jesteśmy tylko przekształconymi małpami. 

Stewart-Williams zwraca uwagę, że akceptacja idei ewolucjonizmu nie tylko odbiera człowiekowi pozycję „królewską”, ale dodatkowo karze odrzucić koncepcję nieustannego doskonalenia się gatunków, w tym przypuszczenia, że człowiek jest przedstawicielem gatunku pośredniego między małpami i gatunkiem wyższym, w który się przekształci (wtedy, według Alexandra Pope’a: „Newtona będzie oglądał tak, jak my oglądamy małpę”). Myśl, że ewolucja nie zawsze oznacza „postęp” (różnie rozumiany w różnych sytuacjach), jest rozwijana w dalszej części tekstu, zawierającej liczne przykłady. Uzasadniają one końcowe stwierdzenie, że przekonania ludzi o wyższości człowieka nad innymi zwierzętami są wynikiem korzystania z własnego kryterium wartości. Ani antropomorficzne kształty ani poziom inteligencji nie jest niepodważalną miarą ewolucyjnego sukcesu gatunku (człowiek rozumny jest np. zagrożony np. przez bakterie lub wirusy, które ewolucja prowadziła do innego celu).
W kończącym część II rozdziale Sens życia – niech spoczywa w spokoju? autor książki zmierza przede wszystkim do znalezienia odpowiedzi na pytanie sformułowane w kontekście ewolucyjnym: czy sensem życia jest przekazanie kolejnym pokoleniom jak największej części własnych genów, czy też życie nie ma żadnego wyższego sensu? Przed sformułowaniem odpowiedzi na to pytanie niemal pomija analizę odpowiedzi, które podsuwają różne religie. Przytacza kilka odpowiedzi neutralnych religijnie. Powtarzają się wśród nich zwroty: „wzajemnie pomagać sobie”, „być szczęśliwym”, „być użytecznym” (propozycją ulubioną przez autora książki jest zdanie Nelsona Hendersona:

Prawdziwy sens życia tkwi w tym, by sadzić drzewa, w których cieniu nigdy się nie zasiądzie.

Przechodząc do pytań sformułowanych w kontekście ekologicznym Stewart-Williams  odrzuca pierwszą z wyżej wymienionych odpowiedzi. Dowodzi, że jej przytaczanie świadczy o popularnym myleniu pytania o cel życia z pytaniem o jego mechanizmy, w tym mechanizm ewolucji. Zgodnie z ideą Darwina ostateczny (uniwersalny) cel lub sens życia, w tym życia człowieka, nie istnieje, podobnie jak cel lub sens istnienia Wszechświata. Takie stwierdzenie bywa frustrujące (może prowadzić do depresji), ponieważ nie zawsze zdajemy sobie sprawę, że bezcelowość życia, jako procesu ewolucyjnego, nie oznacza życia bez sensu i celu. Człowiek nie pojawił się na Ziemi „po coś” (jak cały Wszechświat lub Układ Słoneczny), ale sam może swojemu życiu nadać sens. W książce The Meaning of Life: A Reader E.D. Klemke zamieścił m.in. zdanie:

…wręcz się cieszę, że Wszechświat nie ma sensu, bowiem to czyni człowieka jeszcze wspanialszym. Z wielką satysfakcją przyjmuję to, że zewnętrzny sens świata nie istnieje […] bowiem to daje mi wolność nadawania mu własnego znaczenia.

### Część 3.  Moralność odarta z przesądów
Ewolucja dobra
Autor omawia koncepcje różnych autorów, dotyczące ewolucyjnego kształtowania się umiejętności odróżniania dobra i zła przez zwierzęta – koncepcje uznania moralności zwierząt za jeden z wyników adaptacji. Problem  Darwin poruszał publicznie już w latach 70. XIX wieku, a w roku 1975 E.O. Willson zawarł w książce Sociobiology: The new synthesis m.in. zdanie:

Samoświadomość jest kształtowana i kontrolowana przez ośrodki […] w obrębie układu limbicznego. Wszystkie emocje docierające do naszej świadomości – nienawiść, miłość, poczucie winy, gniew i inne – wypływają właśnie z tych ośrodków. […] Struktury te wyewoluowały w wyniku doboru naturalnego.

Stewart-Williams podkreśla, że system wartości moralnych jest kształtowany w dużym stopniu przez rodziców i innych ludzi w otoczeniu społecznym (w różnych kulturach), jednak w dużym stopniu zależy od naszych emocji, związanych ze strukturą układu limbicznego, stanowiącą wynik ewolucji. Za znaczeniem czynnika ewolucyjnego przemawia podobieństwo wielu zachowań zwierząt do zachowań ludzi (np. wzajemna pomoc i dzielenie się zasobami, opieka nad potomstwem i słabszymi), mimo że kryteria dobra i zła nie mają źródła w ich rozumie.
Autor książki wskazuje szczególne zasługi W.D. Hamiltona w dziedzinie zakresie badań wciąż tajemniczego zjawiska altruizmu wśród zwierząt. Dokonując krótkiego przeglądu najważniejszych odkryć i koncepcji (zob. owady społeczne, dobór krewniaczy, dobór grupowy, altruizm odwzajemniony, reguła wzajemności) zwraca też uwagę na propozycję uznania transmisji kulturowej za efekt kulturowego doboru grupowego (grupy o kulturze bardziej adaptacyjnej mają większe szanse przetrwania i rozwoju).
Wśród przeciwników wyjaśniania altruizmu mechanizmami ewolucyjnymi wymieniany jest Francis Collins, genetyk głoszący, że to Bogu zawdzięczamy tę lepszą stronę naszej natury, skłaniającą nas do „altruizmu nieadaptacyjnego”. Komentując tę informację Stewart-Williams odwołuje się do swojego pojęcia „Bóg luk” i zwraca uwagę, że ludzkie zachowania altruistyczne ewoluowały w okresie nie przypominającym warunków współczesnych – w sytuacji, gdy wszyscy członkowie małych ludzkich społeczności byli ze sobą spokrewnieni, co może wyjaśniać, dlaczego jesteśmy dla obcych „względnie mili”, jak na zwierzęta. Autor wyraża opinię, że ludzkie zachowania altruistyczne nie są „ewolucyjną pomyłką”, a poza tym swoją nadzieję, że dalszy dobór naturalny nie wyeliminuje grupy ludzi miłych i sympatycznych, obdarzonych „darem nieadaptacyjnej uprzejmości”.
W dalszej części rozdziału Ewolucja dobra Stewart-Williams porusza złożony problem istnienia wspólnych systemów moralnych (zob. normy i powinności moralne), które tylko częściowo mogą znaleźć uzasadnienie w mechanizmach ewolucji. Wymieniany jest np. stosunek do grzechu kazirodztwa, stanowczo zakazanego w wielu kulturach, a hamowanego również w sposób naturalny (efekt Westermarcka), wykształcony w toku ewolucji jako metoda zmniejszania niekorzystnego wpływu na potomstwo (zob. kojarzenie krewniacze, chów wsobny). Z drugiej strony z zasadami moralnymi często nie są zgodne takie zjawiska, które znajdują uzasadnienie w mechanizmach ewolucji, np. nepotyzm, egoizm lub trybalizm.
Zmienianie moralności
Rozdział Zmienianie moralności Stewart-Williams poświęcił polemice z niektórymi krytykami psychologii ewolucyjnej i socjobiologii, którzy są skłonni uznawać prowadzenie tego rodzaju badań za niebezpieczne – usprawiedliwiające zachowania niemoralne jako „naturalne”, zgodne z teorią ewolucji (np. seksizm, rasizm, eugenika, nazizm). Omawia m.in. problem „Gilotyny Hume’a”, wiązany z pojęciem „błędu naturalistycznego” (błędne jest wnioskowanie co „powinno być” z tego co „jest”). Dowodzi, że czysto ewolucyjny charakter określonego ludzkiego zachowania nie oznacza, że takie zachowania są naszym moralnym obowiązkiem (że nie powinniśmy go zmieniać). Psychologia ewolucyjna nie zwalnia żadnego człowieka z osobistej odpowiedzialności za własne zachowania, lecz tylko może wyjaśniać część ich przyczyn. Jeżeli np. jest prawdziwa socjobiologiczna obserwacja – o której pisał Steven Rose (1978) – że mężczyźni mają genetyczną skłonność do „poligamii”, to przyczyny ich skłonności do niewierności w małżeństwie byłyby wyjaśnione na podstawie teorii ewolucji, ale nie zwalniało by to ich od osobistej odpowiedzialności za swoje zachowania. Analogicznie można wyjaśnić, dlaczego analiza statystyczne wykazuje, że instynkt macierzyństwa jest silniejszy od instynktu ojcostwa, ale nie wynika z tego zasadność przeciwstawiania się emancypacji (nie ma moralnego nakazu ograniczania roli kobiet do opieki nad dziećmi). Autor wskazuje inne przykłady braku oczywistego związku między przyczyną zjawiska, a reakcją ludzi, zgodną z kodeksem etycznym. Jeden z tych przykładów dotyczy skali społecznej (psychologia społeczna) – możliwości różnych reakcji na obserwację, że częstość samobójstw nie jest proporcjonalna do średniego poziomu życia danej grupy ludzi, lecz do zróżnicowania tych poziomów w ramach grupy (Martin Daly i Margo Wilson). Jeżeli za cel polityki społecznej zostanie uznane zmniejszenie liczby samobójstw, to można się spodziewać ograniczenia wolności gospodarczej (decyzje podejmują ludzie, którzy powinni kierować się kodeksem etycznym).
Godność człowieka?
Steve Stewart-Williams odnosi się m.in. do konsekwencji uznania, na podstawie dogmatów kościelnych, że godność człowieka jest cechą przyrodzoną, a „podległe mu” są tej godności pozbawione. Twierdzi, że ten dogmat jest podstawą bezwarunkowego zakazu np. zapłodnienia in vitro lub eutanazji (wspomaganej i niewspomaganej), bez względu na to jak wielkie nieuniknione cierpienia mogą być konsekwencją zakazu. Dogmat zwalnia też człowieka od zastanawiania się nad cierpieniem zwierząt (np. hodowlanych lub poddawanych eksperymentom medycznym). Cytuje m.in. opinię, którą krótko wyraziła Alice Walker:

…zwierzęta nie zostały stworzone dla ludzi, tak samo jak czarni nie zostali stworzeni dla białych, a kobiety dla mężczyzn.

Teoria ewolucji, która odrzuca idee hierarchizacji natury, zobowiązuje człowieka do podejmowania świadomych decyzji życiowych, których wartość moralna powinna być oceniana nie na podstawie dogmatu, lecz oceny w jakim stopniu ograniczają one ilość cierpienia innych ludzi i zwierząt. Może to być podstawą nowej moralności, zgodnej ze stanem współczesnej wiedzy o Wszechświecie.
Ewolucja i śmierć dobra i zła
W ostatnim rozdziale książki jej autor ponownie analizuje przyczyny utrzymującego się od ponad 100 lat przekonania, że jeżeli teoria ewolucji jest prawdziwa, to „nasza moralność tkwi w próżni” (Charles Lyell, 1881) albo „moralność to bzdura” (Adam Sedgwick). Dla potwierdzenia trwałości tego przekonania przytacza fragment publicznego wystąpienia Toma DeLaya po masakrze w Columbine High School (1999). Ten członek Izby Reprezentantów przyczynę zdarzenia dostrzega w systemie edukacji:

…amerykański system szkolny uczy dzieci, że są niczym więcej niż gloryfikowanymi małpami, które wyewoluowały [sic!] z jakiejś pierwotnej bagiennej zupy.

Stewart-Williams po raz kolejny potwierdza, że idea ewolucji zaprzecza istnieniu moralności, rozumianej w sposób klasyczny, czyli opartej na „obiektywnych, zewnętrznych podstawach”, jednak przypomina, że brak wiary w Boga i życie wieczne nie jest przyczyną egoizmu i zbrodniczych instynktów. Twierdzi, że powody, które skłaniają ateistów do czynienia dobra, są może lepsze od obiektywnych (cytuje pracę Roba Buckmana, Can We Be Good Without God?: Biology, Behavior, and the Need to Believe). Dowodzi, że istnieją metody skutecznej edukacji, które pozwalają uczyć dzieci moralności bez odwoływania się do metafizyki, co popularyzuje m.in. Dale McGowan. W zakończeniu sugeruje, żebyśmy odważnie i uczciwie przyznali, że jesteśmy jednym z wielu atomów Wszechświata bez Boga, nie znaczących więcej niż inne. Uznanie, że nie istnieje „obiektywna moralność” nie oznacza jednak odrzucenia nakazów moralnych. Ateista powinien widzieć sens i cel swojego życia we własnych staraniach o to, aby świat był lepszy. Powinien odczuwać potrzebę bezinteresownej uprzejmości i widzieć możliwość osiągania postępu również wówczas, gdy jego ostateczny cel nie jest określony.